# Eleni Kounalakis
Eleni Kounalakis, née Tsakopoulos le 3 mars 1966 à Sacramento (Californie), est une femme politique, femme d'affaires et ancienne diplomate américaine qui est la 50e lieutenante-gouverneure de Californie depuis 2019. Membre du Parti démocrate, elle est la première femme élue à ce poste.
Kounalakis a précédemment été ambassadrice des États-Unis en Hongrie de 2010 à 2013. Elle prête serment le 7 janvier 2010 et présente ses lettres de créance au président László Sólyom le 11 janvier. Le 24 avril 2017, Kounalakis annonce sa candidature au poste de lieutenant-gouverneure de Californie aux élections de 2018. Elle arrive à la première place aux primaires du 5 juin 2018 et est élue le 6 novembre 2018. Elle est réélue le 8 novembre 2022.

## Carrière

### Carrière privée
Avant d'accepter la nomination du président Barack Obama à un poste d'ambassadrice, Kounalakis est présidente de AKT Development Corporation, l'une des plus grandes sociétés de développement de logements de Californie, fondée par son père. Elle obtient son diplôme de premier cycle du Dartmouth College et une maîtrise en administration des affaires de la Haas School of Business, faculté de l'université de Californie à Berkeley.

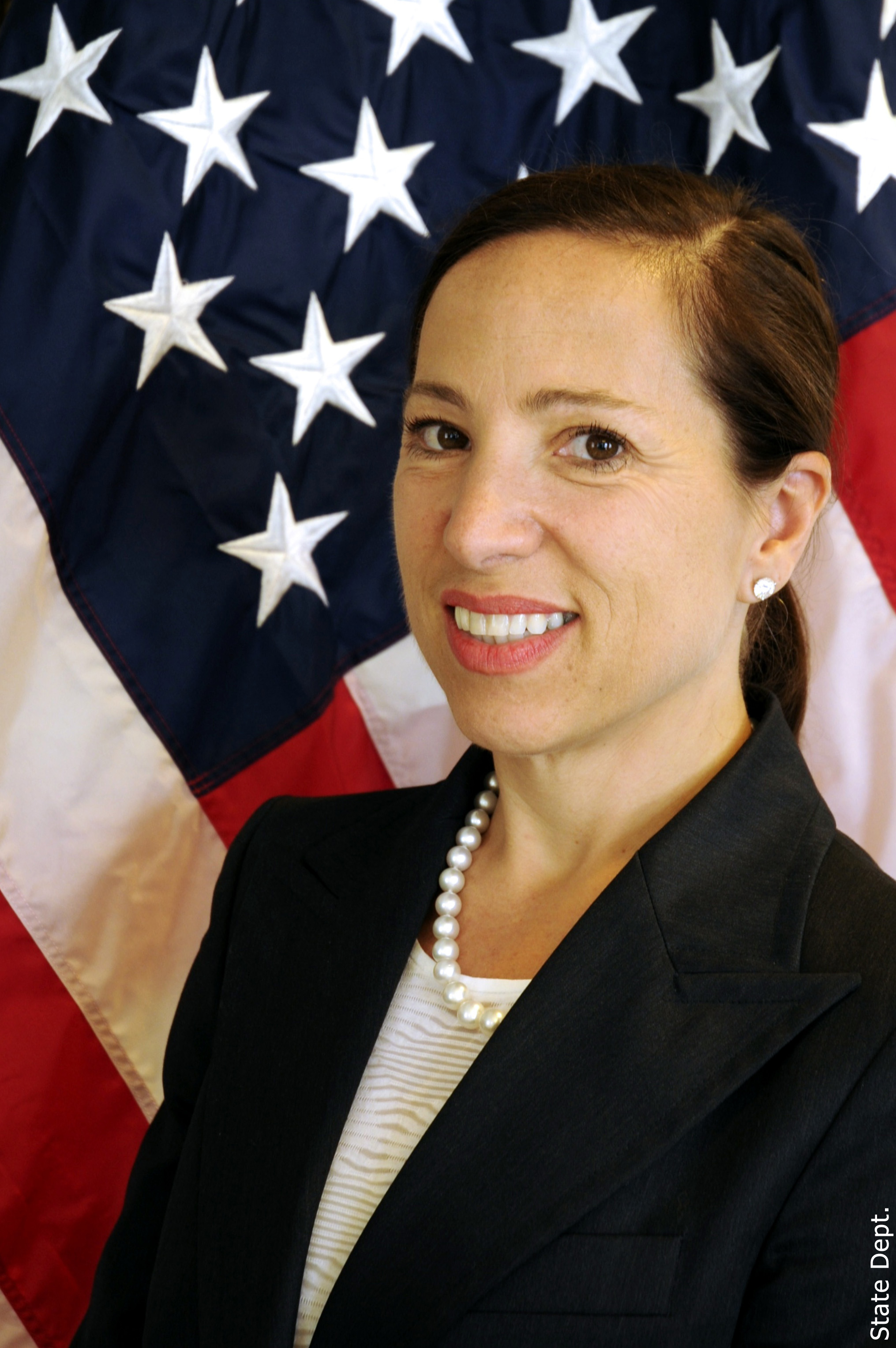
Portrait officiel d'Eleni Kounalakis en tant qu'ambassadrice, 2010.

Kounalakis et son mari, journaliste de presse écrite et audiovisuelle Markos Kounalakis (en), fondent deux chaires universitaires en études helléniques, la chaire Markos et Eleni Tsakopoulos Kounalakis à l'université de Georgetown, détenue par le chercheur en littérature grecque classique tardive et hellénistique précoce, le Dr. Alexander Sens, et la chaire Tsakopoulos Kounalakis en l'honneur de Konstantínos Mitsotákis à l'université Stanford, détenue par Josiah Ober (en). Les deux chaires se concentrent sur la compréhension des origines de la démocratie athénienne. Ils ont également créé la série de conférences Tsakopoulos Kounalakis au Woodrow Wilson International Center for Scholars pour se concentrer sur la démocratie et les relations internationales.
Kounalakis sert pendant près de dix ans en tant qu'administratrice du Conseil mondial de Religions for Peace. En reconnaissance de son travail avec le WCRP, elle reçoit la médaille de Saint Paul, la plus haute distinction de l'Église orthodoxe grecque des États-Unis. Le maire de San Francisco, Gavin Newsom, la nomme administratrice du War Memorial and Performing Arts Center puis son successeur, Ed Lee, la nomme au conseil d'administration de la Commission portuaire en 2016.

### Carrière politique
Elle sert quatre fois en tant que déléguée à la Convention nationale démocrate et en tant que membre itinérant du Comité central démocratique de l'État de Californie. Elle est également membre de la First 5 California Commission et de la California Blue Ribbon Commission on Autism. Elle est également conseillère principale chez Albright Stonebridge Group.
Le 24 avril 2017, Kounalakis annonce sa candidature au poste de lieutenante-gouverneure de Californie aux élections de 2018. Elle arrive à la première place le 5 juin 2018 lors deux premières primaires de l'État ; le sénateur démocrate de l'État Ed Hernandez (en) se classe deuxième. Le 6 novembre, Kounalakis est élue avec une marge de 56,6% à 43,3% contre son adversaire. Kounalakis, avec le gouverneur élu de l'époque, Gavin Newsom, prend ses fonctions le 7 janvier 2019.
Kounalakis visite les 58 comtés de Californie au cours de sa campagne. Sa campagne gagne la reconnaissance du magazine Time pour avoir engagé des centaines de volontaires à envoyer des SMS à plus d'un million d'électeurs avant le jour du scrutin. Le 6 novembre 2018, Kounalakis devient la première femme élue lieutenant-gouverneure de Californie de l'histoire ; Mona Pasquil (en) a été nommée à titre intérimaire en 2009 à la suite de la démission de John Garamendi, mais n'a pas été élue au poste.
En mars 2022, Kounalakis est gouverneure par intérim pendant que le gouverneur Gavin Newsom est en vacances. Elle devient la première femme gouverneur de l'État à signer un projet de loi pour en faire une loi.
Lors de l'élection du 8 novembre 2022, Kounalakis est réélue.
En avril 2023, Kounalakis annonce sa candidature à l'élection pour le poste de gouverneur en 2026 (en) pour succéder à Gavin Newsom, élu en 2018 et réélu en 2022, constitutionnellement empêché de briguer un troisième mandat. Sa candidature est alors soutenue par des figures telles que Nancy Pelosi et Hillary Clinton,. Alors que de nombreuses figures du Parti démocrate de Californie briguent le poste de gouverneur lors du scrutin, elle annonce finalement en août 2025 se retirer de la course, et plutôt briguer le poste de trésorière de l'État, pour lequel la sortante Fiona Ma (en) n'est pas candidate à sa réélection.

## Vie privée
Kounalakis est la fille d'Angelo Tsakopoulos (en), un magnat de l'immobilier et un très important donateur dans les campagnes démocrates, à la fois en Californie et pour les candidats d'origine grecque (comme Michael Dukakis, Paul Tsongas, Paul Sarbanes ou Phil Angelides (en)).
Kounalakis et son mari, Markos, ont deux fils adolescents; Elle est la fille d'Angelo Tsakopoulos, un développeur de Sacramento. Kounalakis est d'origine grecque et grandit en tant que membre de l'Église orthodoxe grecque. En 2011, elle reçoit un doctorat honorifique en droit du Collège américain de Grèce.